# Mirosław Brudzewski
Mirosław Brudzewski herbu Nałęcz (zm. 11 lutego 1427) – duchowny rzymskokatolicki, pełnił funkcję kanonika poznańskiego, gnieźnieńskiego i płockiego. Uczestnik soboru w Konstancji i pracownik Kurii Rzymskiej. We wrześniu 1426 wybrany biskupem poznańskim. W wyniku sprzeciwu króla Władysława Jagiełły nie objął diecezji ani nie został konsekrowany na biskupa.